# Li Datong
Li Datong, né en 1952, est un journaliste chinois, directeur de Bing Dian, supplément du Quotidien de la jeunesse de Chine diffusé à environ 400 000 exemplaires et dont la publication a été interdite en 2006. 

## Biographie
Né en 1952 dans le Sichuan, sa famille s’installe deux ans plus tard à Pékin Durant la révolution culturelle, il est envoyé en tant que jeune intellectuel en Mongolie, où il reste durant dix ans. En 1979, il peut finalement revenir en Chine et travaille pour le China Youth Daily.